# 安田壮平
安田 壮平（やすだ そうへい、1979年〈昭和54年〉5月8日 - ）は、日本の政治家。鹿児島県奄美市長（1期）、元奄美市議会議員（3期）。

## 来歴
鹿児島県名瀬市（現・奄美市）出身。鹿児島県立鶴丸高等学校を経て2002年（平成14年）3月、東京大学法学部卒業。同年、東京コンサルティングに入社。翌年退職する。2004年（平成16年）松下政経塾入塾。その後帰郷し、地元の特定非営利活動法人に入る。
2011年（平成23年）、奄美市議会議員選挙に立候補して初当選。その後3期務める。
2021年（令和3年）3月、3期目途中で市議を辞職。同年11月に行われた奄美市長選挙に立候補し、元県議を破って初当選した。